# Pasquale
Pasquale er en amerikansk stumfilm fra 1916 af William Desmond Taylor.

## Medvirkende
- George Beban som Grocer.
- Helen Jerome Eddy som Margarita.
- Page Peters som Bob Fulton.
- Jack Nelson som Charlie Larkin.
- Myrtle Stedman.